# Сутор
Сутор (слч. Sútor) насељено је мјесто са административним статусом сеоске општине (слч. obec) у округу Римавска Собота, у Банскобистричком крају, Словачка Република.

## Становништво
| Година:    | 1994. | 2004.    | 2014.    | 2024.    |
| ---------- | ----- | -------- | -------- | -------- |
| Број људи: | 333   | 445      | 555      | 692      |
| Разлика:   |       | +33,63 % | +24,71 % | +24,68 % |

| Година:    | 2023. | 2024.   |
| ---------- | ----- | ------- |
| Број људи: | 686   | 692     |
| Разлика:   |       | +0,87 % |

Према подацима о броју становника из 2011. године насеље је имало 526 становника.